# Mietshaus Krenkelstraße 22

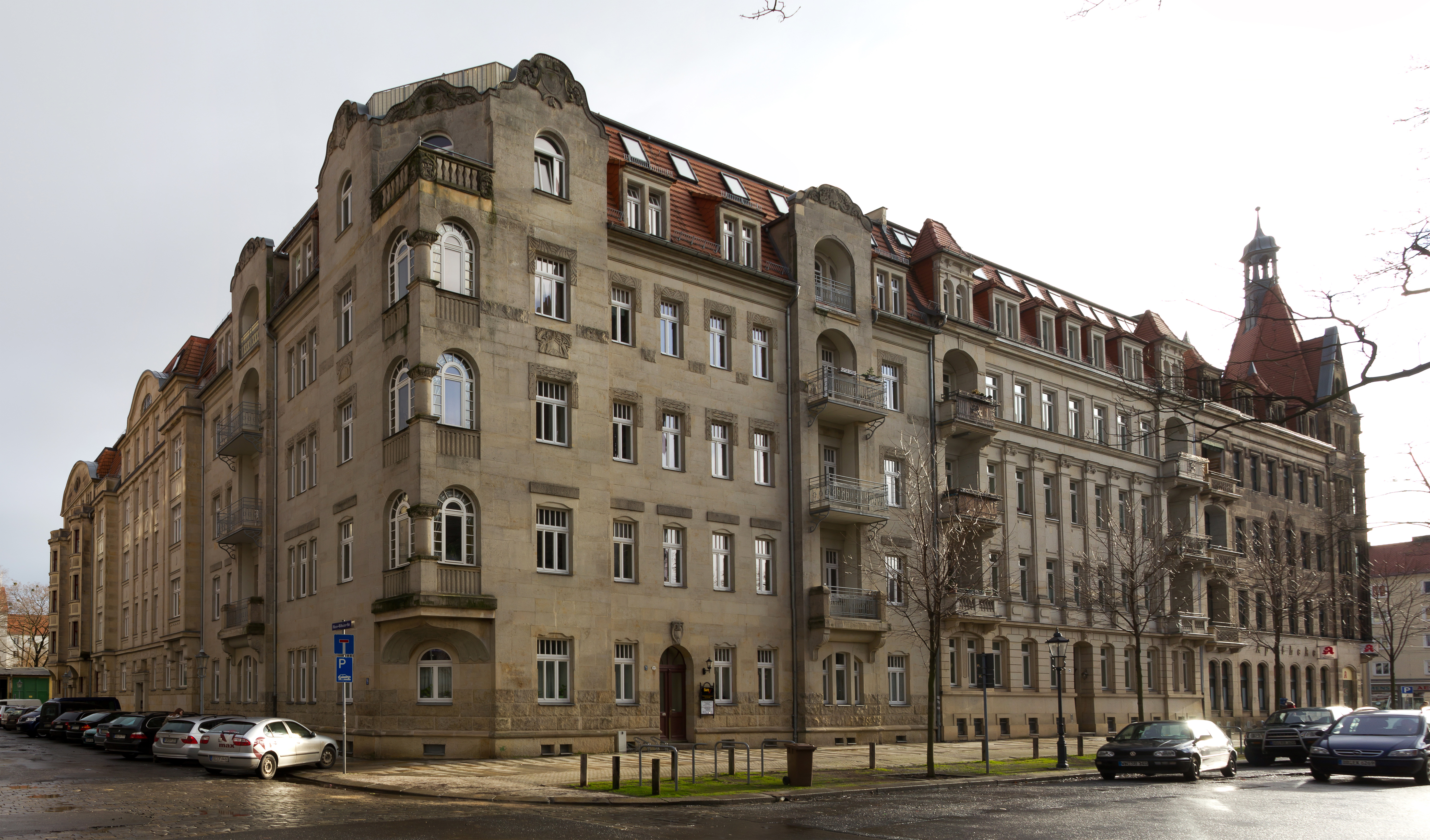
Das Haus Krenkelstraße 22 in seinem baulichen Umfeld. Nach rechts die Krenkelstraße zur Borsbergstraße, links die Ecke Hans-Böheim-Straße

Das Mietshaus Krenkelstraße 22 in Dresden ist ein denkmalgeschützter Jugendstilbau, den Curt Carl Hermann Poppe für sich im Jahre 1905 erbauen ließ. Es ist ein großes Eckhaus, das über drei Geschosse verfügt und für eine geschlossene Bebauung mit herrschaftlichen Mietwohnungen entworfen wurde. Das Gebäude hat eine Sandsteinfassade mit „sparsamem, aber originellem und feingearbeitetem“ Dekor.
Die Denkmaleigenschaft wird vom Landesamt für Denkmalpflege Sachsen beschrieben: „Beeindruckendes Wohngebäude der versachlichten Architektur nach 1900 mit monumentalem Baukubus sowie sparsamen, akzentuierendem Fassadenschmuck.“